# Ogród Botaniczny Marimurtra
Marimurtra (kat. Jardí Botànic Marimurtra) – ogród botaniczny znajdujący się w Blanes (na Costa Brava).
Fundatorem ogrodu był niemiecki przemysłowiec i sponsor nauki Karl Faust. W tym celu w latach 20. XX wieku wykupił znajdujące się pod Blanes grunty, głównie winnice. Za część naukową tworzonego ogrodu, w tym aklimatyzację obcych gatunków roślin, odpowiedzialny był kataloński botanik Pius Font i Quer, a za architektoniczną Josep Goday i Casals i Francesc Folguera i Grassi. Oprócz Fonta, w projektowaniu składu gatunkowego ogrodu brali udział m.in. Josias Braun-Blanquet, Eric Sventenius, Carlos Pau i Josep Cuatrecasas. Faust do śmierci mieszkał w domu na terenie ogrodu.
Na początku XXI wieku w ogrodzie zgromadzono ponad 200 tysięcy roślin z 6 tysięcy gatunków. Wśród nich są przedstawiciele około 150 gatunków zagrożonych wyginięciem lub wymarłych na wolności. W ogrodzie pracował m.in. Ramon Margalef, późniejszy uznany ekolog.